# Saipa Diesel
SAIPA Diesel Company, originalmente denominada Iran Kaveh en su fundación, es un fabricante de camiones, motores diésel y de tráilers iraní, filial del productor de coches Saipa.

## Historia

### Inicios
La compañía inicia formalmente sus operaciones en el año de 1963, bajo un acuerdo de exclusividad firmado con el productor estadounidense de camiones Mack, por el cual la firma se dedicaría al ensamble de sus camiones y de varios tipos de tráilers para el mercado iraní. Para el año de 1978, la fábrica ya producía un total de 7,512 unidades. Durante los años 1979-1984, la firma inicia, tras la revolución iraní; de nuevo sus actividades, con el cambio de productos de Estados Unidos (Mack) a productos de Suecia (Volvo) y ensamblando ahora una mayor variedad de vehículos tanto para el rango de carga como el de pasajeros, con el fin de no cerrar su planta ni cesar sus actividades productivas, y haciendo un uso mayor de las capacidades existentes. En 1984, tras adelantarse estudios de retoma de ensamble de camiones, se firma un contrato con la firma Volvo para la producción de camiones de los modelos Volvo F4x2, 6x2, y 6x4. Ese mismo año, se signa otro acuerdo, esta vez con un fabricante yugoslavo Goša (Gosha), para producir semiremolques, remolques, carrocerías especiales y otros productos bajo su licencia.

## Años 2000

### Estándares medioambientales
A inicio de los años 2000, las flotas de camiones iraníes eran detenidas en las carreteras internacionales, sobre todo en las fronteras europeas; debido a sus constantes violaciones a los estándares medioambientales europeos (Normas de contaminación Euro 2 y Euro 3). Tras dicho problema, la SAIPA Diésel fue comisionada por sus directivos a plantear soluciones para dicho problema, la cual se solucionó al incorporar a su gama de modelos camiones de la Volvo que cumplían con los estándares internacionales de transporte. Para ello introdujeron los modelos Volvo FH12 y NH12. Desde entonces, casi todos los camiones de la SAIPA Diésel están equipados con motores que cumplen con las normas de emisiones Euro II & III, para así cumplir con los estrictos requisitos de los países europeos, y con ello a su vez la SAIPA asume un 90% del total de su mercado local.

### Actualización tecnológica
Una de las metas de SAIPA Diésel es la modernización de las flotillas de camiones de carga de Irán. Aparte de la producción de camiones, se ha iniciado el proceso de ensamble de camiones de transporte ligero y mediano, donde se adiciona al actual catálogo de la firma algunos de los modelos fuera de producción, todos provenientes de las firmas Volvo FM y Renault (con el Midlum).

### Actualidad
En el momento, la capaciadad de producción anual es de 20000 unidades de distintos modelos de camiones y de 6000 de los diferentes modelos de tráileres así como de carrocerías especiales. Muchos esfuerzos hechos por las directivas actuales de la compañía han contribuido al posicionamiento local como el líder en desarrollo y producción de vehículos comerciales. Las metas a lograr se han delineado a continuación:
- Inversión y Desarrollo en las secciones de producción y tecnología.
- Expansión del número de firmas subsidiarias.
- Renovación de las flotillas de carga domésticas
- Actualización de los productos locales a estándares internacionales.
- Establecimiento de un Sistema Integrado de Manejo y Regulación del Sitio de Trabajo.
- La certificacíon en las normas internacionales de calidad ISO 9001, ISO 14001 y OHSAS 18001.
- Introducción a la producción, desarrollo y el diseño de buses medianos y microbuses.

### Camiones

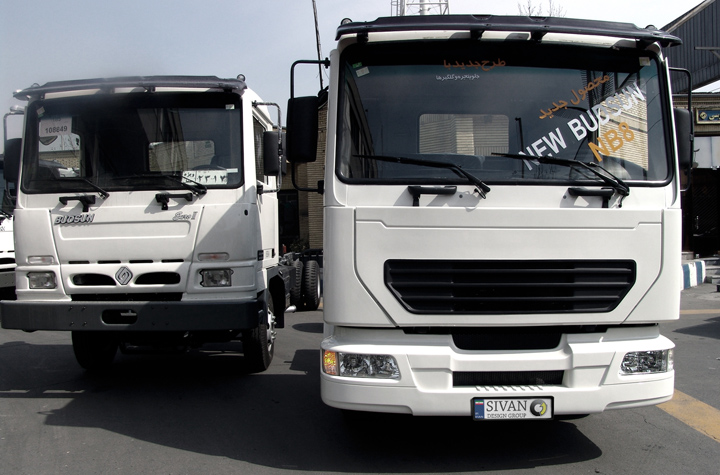
Modelos de la SAIPA Diésel: El Nuevo Budsun NB8 (derecha) y el Budsun(izquierda), ambos
diseñados por Sivan design group.

## Productos

### Bajo licencia
- Volvo FH
- Volvo FM
- Dongfeng Motor Tianlong
- Renault Midlum
- Foton

### Diseños propios
- Budsun NB8
- Budsun

### Minibuses
- Mahsun T18, Y21

### Carrocerías especiales
- Volqueta
- Coche de bomberos
- Camión compactador de desechos
- Mezcaldora
- Grúas